# Joytime
Joytime — дебютный студийный альбом электронного музыканта и диджея Marshmello. Был выпущен на собственном лейбле Joytime Collective 8 января 2016 года. В день выхода попал в топ электронных альбомов iTunes.

## Синглы
Первый сингл «Keep It Mello» с вокалом рэпера Omar LinX был выпущен 24 октября 2015 года.
Ремикс Marshmello и Slushii «Want U 2» также был выпущен синглом.

## Список треков
| №                   | Название                                | Длительность |
| ------------------- | --------------------------------------- | ------------ |
| 1.                  | «Know Me»                               | 3:26         |
| 2.                  | «Summer»                                | 3:53         |
| 3.                  | «Find Me»                               | 3:00         |
| 4.                  | «Take It Back»                          | 3:53         |
| 5.                  | «Bounce»                                | 3:32         |
| 6.                  | «Blocks»                                | 3:29         |
| 7.                  | «Show You»                              | 2:57         |
| 8.                  | «Want U 2»                              | 3:02         |
| 9.                  | «Home»                                  | 3:48         |
| 10.                 | «Keep It Mello» (совместно с Omar Linx) | 4:03         |
| Общая длительность: | Общая длительность:                     | 35:03        |

## Чарты
| Чарт (2016)                             | Макс. позиция |
| --------------------------------------- | ------------- |
| США (Billboard Dance/Electronic Albums) | 5             |
| США (Billboard Top Heatseekers Albums)  | 14            |
| США (Billboard Independent Albums)      | 41            |